# Майское (Гомельская область)
Майское (бел. Майскае; до 30 июля 1928 года — Шапилово) — агрогородок в Жлобинском районе Гомельской области Беларуси. Административный центр Майского сельсовета. 

## География

### Расположение
В 18 км на северо-восток от районного центра и железнодорожной станции Жлобин (на линии Бобруйск — Гомель), 101 км от Гомеля.

## Гидрография
На западе мелиоративный канал.

## Транспортная сеть
Транспортные связи по просёлочной, а затем автомобильной дороге Бобруйск — Гомель. Планировка состоит из двух частей: северная (прямолинейная улица меридиональной ориентации) и южная (три параллельные между собой улицы, соединённые тремя дорогами, ориентированные с юго-запада на северо-восток). Застройка двусторонняя, преимущественно деревянная, усадебного типа. В 1987 году построены кирпичные дома на 50 квартир, в которых разместились переселенцы из загрязнённых радиацией мест в результате катастрофы на Чернобыльской АЭС.

## История
В 1923 году в деревне найден клад 3-й четверти XVII века (монеты Речи Посполитой и Шведской Прибалтики), эта находка свидетельствует о деятельности человека в этих местах с давних времён. По письменным источникам известна с XIX века как фольварк Козловичи (он же Шапиловка) в Городецкой волости Рогачёвского уезда Могилёвской губернии. В 1906 году построена школы и в ней начались занятия. С 1911 года при школе начала работать библиотека. В 1909 году 978 десятин земли.
В 1924 году на базе товариществ по совместной обработке земли «Колос» и «Звон» создан колхоз «Рассвет», затем колхоз «Прогресс», работали нефтяная мельница и кузница. С 20 августа 1924 года центр Шапиловского (с 30 июля 1928 года Майского) сельсовета Жлобинского района Бобруйского (до 26 июля 1930 года) округа, с 20 февраля 1938 года Гомельской области. В 1936 году в деревню переселены жители деревни Козловичи.
Во время Великой Отечественной войны в декабре 1943 года оккупанты сожгли 218 дворов и убили 24 жителя. Освобождена 23 февраля 1944 года. В боях 1943-44 годов в районе деревни погибли 1018 советских солдат и 2 партизана (похоронены в братской могиле в центре деревни). В январе-июне 1944 года в деревне размещался полевой госпиталь советских войск. На фронтах и в партизанской борьбе погибли 263 жителя, в память о погибших в 1967 году установлена скульптурная композиция.
Согласно переписи 1959 года центр колхоза «Рассвет». Работают молочный завод, средняя школа, Дом культуры, библиотека, детские ясли-сад, больница, отделение связи, столовая, магазин.
В состав Майского сельсовета входили, в настоящее время не существующие: до 1936 года деревня Козловичи, посёлки Привет, Совет, до 1966 года посёлок Бобовский (до 1964 года усадьба Хальчанской МТС), Хлебороб, до 1997 года посёлок Подлесье.

## Население

### Численность
- 2004 год — 204 хозяйства, 506 жителей.

### Динамика
- 1925 год — 195 дворов.
- 1940 год — 242 хозяйства, 1201 житель.
- 1959 год — 770 жителей (согласно переписи).
- 2004 год — 204 хозяйства, 506 жителей.

## Культура
- Дом культуры
- Музей ГУО "Майская базовая школа Жлобинского района"

## Достопримечательность

### Памятник, скульптура
- Мемориал, установленный в 1991 году у братских могил, в которых похоронено 1 385 воинов, погибших в боях с немецко-фашистскими захватчиками в декабре 1943, январе 1944-го годов
- Памятник советским воинам
- Памятник партизанскому отряду имени Фрунзе
- Памятный знак к 100-летию со дня образования Майского сельсовета (20.08.2024).

## Известные уроженцы
- Н. Г. Ковалёв — Герой Советского Союза.
- М. М. Чаусский — белорусский писатель.